# Gare des Saules
Gare des Saules vasútállomás és RER állomás Franciaországban, Orly településen.

## Vasútvonalak
Az állomást az alábbi vasútvonalak érintik:
- Choisy-le-Roi-Massy - Verrières-vasútvonal

## Kapcsolódó állomások
A vasútállomáshoz az alábbi állomások vannak a legközelebb:
- Gare de Choisy-le-Roi (Gare de Pontoise, Gare de Versailles-Château-Rive-Gauche, RER C)
- Gare d’Orly-Ville (Gare de Massy - Palaiseau, RER C)

## Lásd még
- Franciaország vasútállomásainak listája
- A RER állomásainak listája